# Mauskarkopf
Der Mauskarkopf (auch die Mauskarspitze) ist ein 2373 m ü. A. hoher Berg in der Goldberggruppe der Zentralalpen im österreichischen Bundesland Salzburg.

## Lage und Umgebung
Der Gipfel des Mauskarkopfs erhebt sich in der Marktgemeinde Bad Hofgastein an der Grenze zwischen den Katastralgemeinden Vorderschneeberg im Süden und Wieden im Norden. Zu den Bergen in der Umgebung gehören die 2118 m ü. A. hohe Hirschkarspitze im Osten, der 2327 m ü. A. hohe Lungkogel im Süden, die 2577 m ü. A. hohe Türchlwand im Südwesten, der 2565 m ü. A. hohe Siebenspitz im Osten und der 2419 m ü. A. hohe Kirchleitenkogel im Nordwesten.
Rund um den Mauskarkopf verlaufen Schipisten, die durch den Sessellift Hohe Scharte erschlossen sind. Über die östlichen Hänge führt der Weitwanderweg Salzburger Almenweg. Vom Süden ist der Gipfel über einen im Jahr 2010 eingerichteten Klettersteig zu erreichen. Am Berg befindet sich eine Stempelstelle für Wandernadeln des Österreichischen Alpenvereins (ÖAV). Der Mauskarkopf zählt zu den 55 Gipfeln des Gasteinertals, für deren vollständige Besteigung der Gasteiner Gipfelkranz vergeben wird, die höchste Klasse der Gasteiner Wandernadeln des ÖAV.

## Geologie
In geologischer Hinsicht ist der Berg von Marmor, Phyllit und Glimmerschiefer geprägt. Im Tal zwischen Mauskarkopf und Lungkogel im Süden findet sich klastisches Sediment.

## Fauna und Flora
Die Gamswild-Ruhezone Mauskarkopf im Gipfelbereich darf von 1. Dezember bis 31. Mai nicht betreten werden. Bei einer Erhebung der Vogelarten des Gasteinertals in den 1980er Jahren wurde im Bereich des Mauskarkopfes der Steinrötel (Monticola saxatilis) als möglicher Brutvogel beobachtet.
An den südöstlichen und nördlichen Hängen gibt es Bestände der Rostblättrigen Alpenrose (Rhododendron ferrugineum), an den nordöstlichen Hängen einen Bestand der Gamsheide (Loiseleuria procumbens). Am Nordhang wächst zudem der Brutknospen-Schwingel (Festuca vivipara (L.) Sm.).